# Paolo Pisano
Paolo Pisano (Ilbono, 4 agosto 1963) è un militare italiano, Maresciallo Capo dell'Arma dei Carabinieri, insignito di Medaglia d'oro al valor civile.